# 邊巴·多吉
邊巴·多吉·雪巴（英語：Pemba Dorje Sherpa）是一位來自尼泊爾多拉卡縣高里山卡村的雪巴族登山家。2004年5月21日，以8小時又10分鐘締造攀登珠穆朗瑪峰的最快登頂紀錄。這項紀錄被尼泊爾旅遊局認證。
邊巴·多吉在2003年曾以12小時45分締造攀登珠穆朗瑪峰的最快登頂紀錄，但僅僅三天就被拉帕·格魯以10小時56分打破。儘管邊巴·多吉對拉帕·格魯的紀錄有異議，但尼泊爾政府裁定這是有效的。

## 外部連結
- 邊巴·多吉的Facebook專頁
- http://www.everestsummiteersassociation.org/index.php?option=com_content&view=category&layout=blog&id=24&Itemid=27 （页面存档备份，存于）
- http://news.bbc.co.uk/2/hi/south_asia/3734931.stm （页面存档备份，存于）
- https://web.archive.org/web/20161024224338/http://www.mounteverest.net/story/NepalrulinginEverestspeedrecordPembaitisSep162004.shtml
- https://web.archive.org/web/20061211190427/http://everestnews2004.com/4002expcoverage/newseverestspeedrecord05202004-09162004.htm